# モハメド (バンド)
MOHAMEAD（モハメド）は、日本のロックバンド。2010年に東京都にて結成され、2016年より活動休止。
所属レーベルは自主レーベルのオニオングラタンレコード。

## メンバー
- ドーナツ（ボーカル）
- オマー里吉（ギター）
- SOSEKI（ベース）
- 河瀬隆平（ドラムス）

## 来歴
音楽留学をしていた漱石とドーナツが連絡を取り合い、その後「東京に帰ったらバンドを結成しよう」という話が挙がった。漱石の帰国後、週に6回のペースで楽曲の制作を行い、再度バンドを結成する話が出たことから、漱石のかつてのバンド仲間でもあるオマー里吉と川瀬隆平を交えた4人で、2010年に東京都で結成。6月に自主制作アルバム『JAB』を発売し、以降2012年までに自主制作のミニ・アルバムを3作、シングルを1作発売した。
2013年5月15日に1stEP『パブロヴァの想像妊娠』をタワーレコード限定で発売。同作がバンド初の全国発売された作品となった。
2014年5月19日に1stフル・アルバム『石油』を発売。
2016年8月31日にミニ・アルバム『DISLOGUE BETWEEN THE AIR』を発売し、同時にバンド名の表記を「モハメド」から「MOHAMEAD」に変更。10月3日に活動休止を発表し、11月12日に開催された高円寺一生青春音楽祭“ボイドリ2016”を以て活動休止。

## ミュージック・ビデオ
| 監督        | 曲名                              |
| ----------- | --------------------------------- |
| NANAme      | 「ghost」                         |
| Mr.Mrs.Mush | 「禁じられた遊び」                |
| NANAme      | 「焼きたて！！ アップルパイ先輩」 |
| 青木亮二    | 「トイレ」                        |
| NANAme      | 「来来軒」                        |